# Deutsche Cadre-71/2-Meisterschaft 1952/53

Veranstaltungsort: Mannheim

Die Deutsche Cadre-71/2-Meisterschaft 1952/53 ist eine Billard-Turnierserie und fand vom 19. bis 21. Januar 1953 in Mannheim zum achten Mal statt.

## Geschichte
In der Form seines Lebens präsentierte sich Walter Lütgehetmann. Nachdem er 1952 Europameister im Cadre 71/2 geworden war, verteidigte er in Mannheim seinen deutschen Meistertitel in dieser Disziplin. Dabei steigerte er seine Rekordleistung aus dem Vorjahr deutlich, indem er alle Bestleistungen aus dem Vorjahr verbesserte. Für seinen Sieg brauchte er aber nach einer 260:300-Niederlage in zehn Aufnahmen gegen Siegfried Spielmann zunächst einen Sieg gegen Ernst Rudolph um in eine Stichpartie zu kommen. Das war schon schwer genug. Denn Rudolph führte bereits mit 297:269 und wäre bei einem Unentschieden Meister. Jetzt zeigte Lütgehetmann aber seine Klasse und beendete die Partie mit einer starken 31er-Serie. In der Stichpartie lief es ähnlich. Rudolph führte bereits mit 165:114 in der fünften Aufnahme. Nach den nächsten drei sehr defensiv gespielten Aufnahmen bekam Lütgehetmann in der neunten Aufnahme die Kugeln aber unter Kontrolle und beendete das Match mit einer Schlussserie von 126 Punkten. Rudolph schaffte nur noch vier Punkte zum 300:169-Endstand. Platz drei belegte der Düsseldorfer Spielmann, der nach zwei Auftaktniederlagen gegen Rudolph und August Tiedtke den Rest der Partien gewann. Außerordentlich gelobt wurden die Mannheimer Billardfreunde für das perfekt organisierte Turnier.
Erwähnenswert ist noch die neue Rekord-Höchstserie von Lütgehetmann. Den ersten Punkt erzielte er mit einem sogenannten Fuchs, also eine Karambolage die nicht gekommen wäre. Danach erzielte er noch weitere 253 Punkte. Das war ein neuer inoffizieller Weltrekord, wie auch seine beiden anderen Bestleistungen. Denn offizielle Weltrekorde konnten damals nur bei Weltmeisterschaften erzielt werden.

## Modus
Es wurde im Round-Robin-Modus bis 300 Punkte gespielt.
Die Endplatzierung ergab sich aus folgenden Kriterien:
1. Matchpunkte
2. Generaldurchschnitt (GD)
3. Bester Einzeldurchschnitt (BED)
4. Höchstserie (HS)

## Teilnehmer (Alphabetisch)
1. Walter Lütgehetmann (Billard Sport-Klub 1934 Köln-Nippes) (Titelverteidiger)
2. Josef Bolz (Billard Sport-Klub 1934 Köln-Nippes)
3. Roland Jeitter (Kölner BC 1908)
4. Ernst Rudolph (Billard Sport-Verein Essen)
5. Siegfried Spielmann (Billardclub Gut-Stoß 1937 Düsseldorf-Eller)
6. Gerd Thielens (Billardsportverein Gelsenkirchen)
7. August Tiedtke (Billardclub Gut-Stoß 1937 Düsseldorf-Eller)

### Abschlusstabelle
| Klassement                                   | Klassement          | Klassement | Klassement | Klassement | Klassement | Klassement | Klassement | Klassement |
| Platz                                        | Name                | MP         | Pkte.      | Aufn.      | GD         | BED        | HS         |            |
| -------------------------------------------- | ------------------- | ---------- | ---------- | ---------- | ---------- | ---------- | ---------- | ---------- |
| 1                                            | Walter Lütgehetmann | 10:2       | 1760       | 61         | 28,85      | 100,00     | 254        |            |
| 2                                            | Ernst Rudolph       | 10:2       | 1797       | 104        | 17,27      | 27,27      | 93         |            |
| 3                                            | Siegfried Spielmann | 8:4        | 1676       | 109        | 15,37      | 30,00      | 89         |            |
| 4                                            | August Tiedtke      | 8:4        | 1483       | 95         | 15,13      | 23,07      | 104        |            |
| 5                                            | Josef Bolz          | 4:8        | 1305       | 125        | 10,44      | 11,11      | 58         |            |
| 6                                            | Gerd Thielens       | 2:10       | 1223       | 124        | 9,86       | 9,67       | 88         |            |
| 7                                            | Roland Jeitter      | 0:12       | 539        | 110        | 4,90       | –          | 28         |            |
| Turnierdurchschnitt: 13,37                   |                     |            |            |            |            |            |            |            |
| Stichpartie                                  |                     |            |            |            |            |            |            |            |
| -                                            | Walter Lütgehetmann | 2:0        | 300        | 8          | 37,50      | 37,50      | 126        |            |
| -                                            | Ernst Rudolph       | 0:2        | 169        | 8          | 21,12      | –          | 82         |            |
| nach Stichpartie                             |                     |            |            |            |            |            |            |            |
| 1                                            | Walter Lütgehetmann | 12:2       | 2060       | 69         | 29,85      | 100,00     | 254        |            |
| 2                                            | Ernst Rudolph       | 10:4       | 1966       | 112        | 17,55      | 27,27      | 93         |            |
| Turnierdurchschnitt: 13,71 (mit Stichpartie) |                     |            |            |            |            |            |            |            |